# Olaf Bodden
Olaf Bodden (ur. 4 maja 1968 w Kalkar) – niemiecki piłkarz występujący na pozycji napastnika.

## Kariera
Bodden jako junior grał w klubach SG Hasseltoraz Viktoria Goch. W 1989 roku trafił do Borussii Mönchengladbach z Bundesligi. W tych rozgrywkach zadebiutował 28 lipca 1989 roku w przegranym 1:2 meczu z 1. FC Kaiserslautern. W sezonie 1989/1990 rozegrał tam 3 ligowe spotkania. Potem odszedł z klubu.
W 1991 roku Bodden podpisał kontrakt z Hansą Rostock (Bundesliga). Pierwszy ligowy mecz zaliczył tam 3 sierpnia 1991 roku przeciwko 1. FC Nürnberg (4:0). 16 listopada 1991 roku w przegranym 1:2 spotkaniu z Hamburgerem SV strzelił pierwszego gola w trakcie gry w Bundeslidze. W 1992 roku spadł z klubem do 2. Bundesligi. W Hansie spędził jeszcze 2 lata.
W październiku 1994 roku Bodden przeszedł do pierwszoligowego TSV 1860 Monachium. Zadebiutował tam 14 października 1994 w zremisowanym 2:2 ligowym meczu z VfL Bochum. W 1996 roku zajął z TSV 8. miejsce w Bundeslidze, które było najwyższym w trakcie zawodowej kariery Boddena. W 1998 roku zakończył karierę z powodu zespołu chronicznego zmęczenia. W barwach TSV wystąpił w sumie w 67 ligowych meczach i zdobył w nich 25 bramek.